# 香港牡蠣
香港牡蠣，或作香港巨牡蠣或香港蠔，是蠔的一個物種，屬太平洋牡蠣屬。分佈於華南深圳灣兩岸，橫跨中華人民共和國廣東省深圳市南山区、寶安區沙井一帶至香港特別行政區元朗區的流浮山海岸，並伴隨南山區的發展而由沙井蠔民將蠔種轉殖至鄰近的粵西海岸。
科學家多年來一直懷疑香港（及其鄰近地區）養蠔的物種屬自家物種，但從其形態並不容易分辨，及後透過基因分析其线粒体DNA的遗传距离，發現與其他所知品種大有不同，才於2003年確認為新品種。結果發現這個物種原來已有超過700年的養殖歷民，分佈香港、珠江口，以及華南海岸，是日本巨牡犡（學名：Magallana nippona）的姊妹分類單元。